# Solà d'Hortell
El Solà d'Hortell, és el nom d'una partida rural en una solana del terme municipal de Conca de Dalt, al Pallars Jussà, a l'antic terme de Toralla i Serradell, en el territori del poble de Torallola.
Està situat al sud-est de Torallola, a l'esquerra del barranc del Solà, al límit sud-est del terme municipal, en el seu enclavament de Toralla i Serradell. És al vessant meridional del Serrat, a migdia de les Tallades de Torallola i a llevant de la partida de Solans.